# Fort Green (Floride)
Fort Green est une census-designated place du comté de Hardee, dans l'État de Floride, aux États-Unis. En 2020, elle compte une population de 78 habitants.